# Nattens Hævner
Nattens Hævner (originaltitel The Red Warning) er en amerikansk stumfilm fra 1923 af Robert N. Bradbury.

## Medvirkende
- Jack Hoxie som Philip Haver
- Fred Kohler som Tom Jeffries
- Elinor Field som Louise Ainslee
- Frank Rice som Toby Jones
- Jim Welch som David Ainslee
- William Welsh som George Ainslee